# Gobierno en el exilio de la Ciudad Libre de Dánzig

Bandera de la Ciudad Libre de Dánzig

El Gobierno de la Ciudad Libre de Dánzig en el Exilio (en alemán: Regierung der Freien Stadt Danzig im Exil) o el Estado Libre de Dánzig, es un título reclamado por varios grupos que afirman ser el gobierno en el exilio de la extinta Ciudad Libre de Dánzig, cuyo antiguo territorio se encuentra ahora en Polonia, alrededor del área de la ciudad de Gdansk.

## Trasfondo
La Ciudad Libre de Dánzig (en alemán: Freie Stadt Danzig; en polaco: Wolne Miasto Gdańsk) fue una ciudad-estado semiautónoma que existió entre 1920 y 1939, y que consistía en el puerto de Danzig (ahora Gdansk, Polonia) en el Mar Báltico y casi 200 pueblos de los alrededores. Fue creado el 15 de noviembre de 1920 en conformidad con el Tratado de Versalles de 1919 después del final de la Primera Guerra Mundial y estaba bajo la protección de la Liga de Naciones. La Ciudad Libre estaba habitada principalmente por alemanes étnicos, pero la mayoría huyó o fue expulsada cuando el territorio se incorporó a Polonia al concluir la Segunda Guerra Mundial.

## Historia
El 13 de noviembre de 1947, W. Richter, presidente de la Asociación de Nacionales del Estado Libre de Danzig, fue uno de los primeros grupos que anunció la formación de un gobierno en el exilio para la Ciudad Libre de Danzig. Richter también anunció que la asociación aceptaría un acuerdo de la comunidad internacional que les otorgaría un territorio alternativo en un centro de comercio. Uno de estos grupos hizo súplicas a las Naciones Unidas, pidiendo el reconocimiento oficial, la deportación de los polacos de su territorio reclamado y asistencia para restablecer la Ciudad Libre.
En 1967 habían surgido al menos otros dos grupos que afirmaban ser el gobierno en el exilio. Herbet Adler, un conductor de tranvía de Essen, afirmó ser el "Presidente del Gobierno en el exilio de la República de la Ciudad Libre de Danzig" (en alemán: Präsident der Exil-Regierung der Republik Freie Stadt Danzig) y envió cartas diplomáticas a varios países. y políticos y recibió respuestas del gobierno de Ghana y del Ministro del Interior de Alemania Occidental, Paul Lücke. Reclamó el apoyo de unos 12.000 "compatriotas" y afirmó ser miembro del gobierno en el exilio, formado por 25 ciudadanos repartidos por todo el mundo.
Willi Homeier, sin embargo, era parte de un grupo rival y afirmaba ser presidente de la "Representación de la Ciudad Libre de Danzig" (en alemán: Vertretung der Freien Stadt Danzig), una rama del "Consejo de Danzig" (en alemán: Rat der Danziger) fundado en 1947. Este consejo se consideraba el órgano legislativo de la Ciudad Libre y contaba con 36 miembros en su primer mandato. También afirmó que el organismo que ella dirigía era el sucesor legal del Senado de la Ciudad Libre de Danzig y que esto había sido reconocido en votaciones secretas en 1951 y 1961.
Con la llegada de Internet surgieron muchos más grupos e individuos que afirmaban ser o representar al verdadero gobierno en el exilio. Esto incluye a Ernst F. Kriesner, quien al menos a finales de la década de 1990, mientras vivía en Australia, afirmó ser senador y ministro de Asuntos Exteriores del Estado Libre. También escribió a las Naciones Unidas solicitando el reconocimiento en 1998. Al menos en 2010, Beowulf von Prince afirmó ser presidente del Senado del Estado Libre de Danzig, según la constitución de la Ciudad Libre de Danzig original.